# 戀我癖
〈戀我癖〉（英語：Ego-Holic）是臺灣音樂人陳星翰和臺灣歌手蔡依林的歌曲，收錄於陳星翰的首張錄音室專輯《Welcome to the Next Level》。該歌曲由葛大為作詞、陳星翰作曲及製作。該歌曲作為專輯單曲於2016年10月31日由凌時差音樂發行。

## 創作和錄製
該歌曲以「無論什麼樣的自己，我都喜歡」為概念，蔡依林採用男女皆可演唱的音調，並以低音為主軸輕聲演唱，表現自我接納的主題。陳星翰在編曲上減少合成器的使用，改以電吉他等真實樂器營造空間感。該歌曲由Mike Marsh混音，呈現出清晰的聲線與寬廣的音場。

## 封面
單曲封面由廖俊裕設計，其提出在蔡依林臉上塗鴉的構想，蔡依林並親自參與塗鴉作業。該封面旨在傳達「戀我」指涉內在自我，而非僅限於外表，鼓勵個人接納真實和獨特的自我。蔡依林表示，塗鴉的每一筆象徵不同面向的自己，包括獨眼、厚唇、長鬍子等，皆為內心的反映。

## 評價
騰訊娛樂評論評價，〈戀我癖〉帶有浩室元素，增強節奏感，並透過電子元素修飾，使整體聽感輕快流暢，具有一定的洗腦效果。

## 現場表演
2016年12月3日，蔡依林參加「第十屆音樂盛典咪咕匯」，並演唱〈戀我癖〉。

## 爭議
2016年10月31日，該歌曲的MV發布，由謝宇恩執導。該作品以校園霸凌為主題，呈現數名女學生霸凌一名身形肥胖女學生的情節。由於劇中演員穿著臺北市立中山女子高級中學制服，引起該校部分師生和校友不滿，陸續在蔡依林、陳星翰和謝宇恩的社群平台留言，要求公開道歉並下架該影片。同年11月6日，該校發表聲明表達譴責，並透過教師會社群呼籲校友在YouTube上檢舉該影片。部分網友則表示該作品立意良善，呼籲校方理性看待，認為若未特別指出，難以辨識校服所屬學校。
對於爭議，導演謝宇恩表示制服設定僅為貼近真實情境，並無影射特定學校，對造成不適表達歉意，並希望能親自到校說明。蔡依林經紀人王永良表示能理解外界反應，並已請陳星翰方面妥善處理。陳星翰經紀人高漢玲則指出，蔡依林未參與該影片企劃和製作，僅因信任友情無酬獻聲，對她因此遭誤解表示遺憾。陳星翰本人也公開致歉，表示爭議應由創作者承擔，並強調校譽不應僅建立於制服辨識上。他後續針對影片00:29至01:08畫面加上馬賽克處理，並於同日晚間在YouTube上更新完整版本，於左上角加註道歉聲明。
數位公眾人物亦對該作品表達支持。國立臺灣大學法律系教授李茂生指出，事件已演變為加害和受害角色的轉換，並認為歌曲創作者和演唱者不應成為代罪羔羊。設計師聶永真表示，霸凌存在於各類學校，要求蔡依林道歉本身即具霸凌意味。導演廖人帥則批評創作環境受限於過度反應，認為類似邏輯將導致創作自由受損。社群「時尚編輯的真心話」也發表批評，認為事件處理方式近似過去戒嚴時期的審查作風。

## 排行榜
| 排行榜（2016年）   | 最高排名 |
| ------------------ | -------- |
| 中國大陸（告示牌） | 1        |

## 幕後人員
- 陳文駿—錄音師
- 黃文萱—混音師
- 鍾濰宇—吉他
- 強力錄音室—錄音室
- Mike Marsh—Mastering

## 發行歷史
| 地區 | 日期           | 格式                       | 經銷商     |
| ---- | -------------- | -------------------------- | ---------- |
| 全球 | 2016年10月31日 | 數位下載 串流媒體 電台播放 | 凌時差音樂 |